# Goniothalamus curtisii
Goniothalamus curtisii là một loài thực vật thuộc họ Annonaceae. Đây là loài đặc hữu của Malaysia.